# Allium rosenbachianum
Allium rosenbachianum är en amaryllisväxtart som beskrevs av Eduard August von Regel. Allium rosenbachianum ingår i släktet lökar, och familjen amaryllisväxter.

## Underarter
Arten delas in i följande underarter:
- A. r. rosenbachianum
- A. r. kwakense